# Нума (Ајова)
Нума (енгл. Numa) град је у америчкој савезној држави Ајова. По попису становништва из 2010. у њему је живело 92 становника.

## Демографија
Према попису становништва из 2010. у граду је живело 92 становника, што је -17 (-15.6%) становника више него 2000. године.
| Група             | 2000.       | 2010.       |
| Белци             | 104 (95,4%) | 92 (100.0%) |
| Афроамериканци    | 0 (0,0%)    | 0 (0,0%)    |
| Азијати           | 0 (0,0%)    | 0 (0,0%)    |
| Хиспаноамериканци | 4 (3,7%)    | 0 (0,0%)    |
| Укупно            | 109         | 92          |